# Río Dheune
El río Dheune es un río de Francia, un afluente del río Saona. Nace en el departamento de Saona y Loira. Desemboca en el Saona en Chauvort (comuna de Allerey-sur-Saône), tras un curso por los departamentos de Saona y Loira y Côte-d'Or. Tiene una longitud de 65 km y una cuenca de 1.039 km².
La principal ciudad de su curso es Chagny. Sirve en parte de su curso de límite entre Côte-d’Or y Saona y Loira. Contribuye al canal du Centre, importante vía navegable borgoñona.